# Convention baptiste chinoise
La Convention baptiste chinoise (chinois traditionnel : 中華基督教浸信會聯會) est une association chrétienne évangélique d'églises baptistes à Taïwan. Elle est affiliée à l’Alliance baptiste mondiale. Son siège est situé à Taipei. 

## Histoire

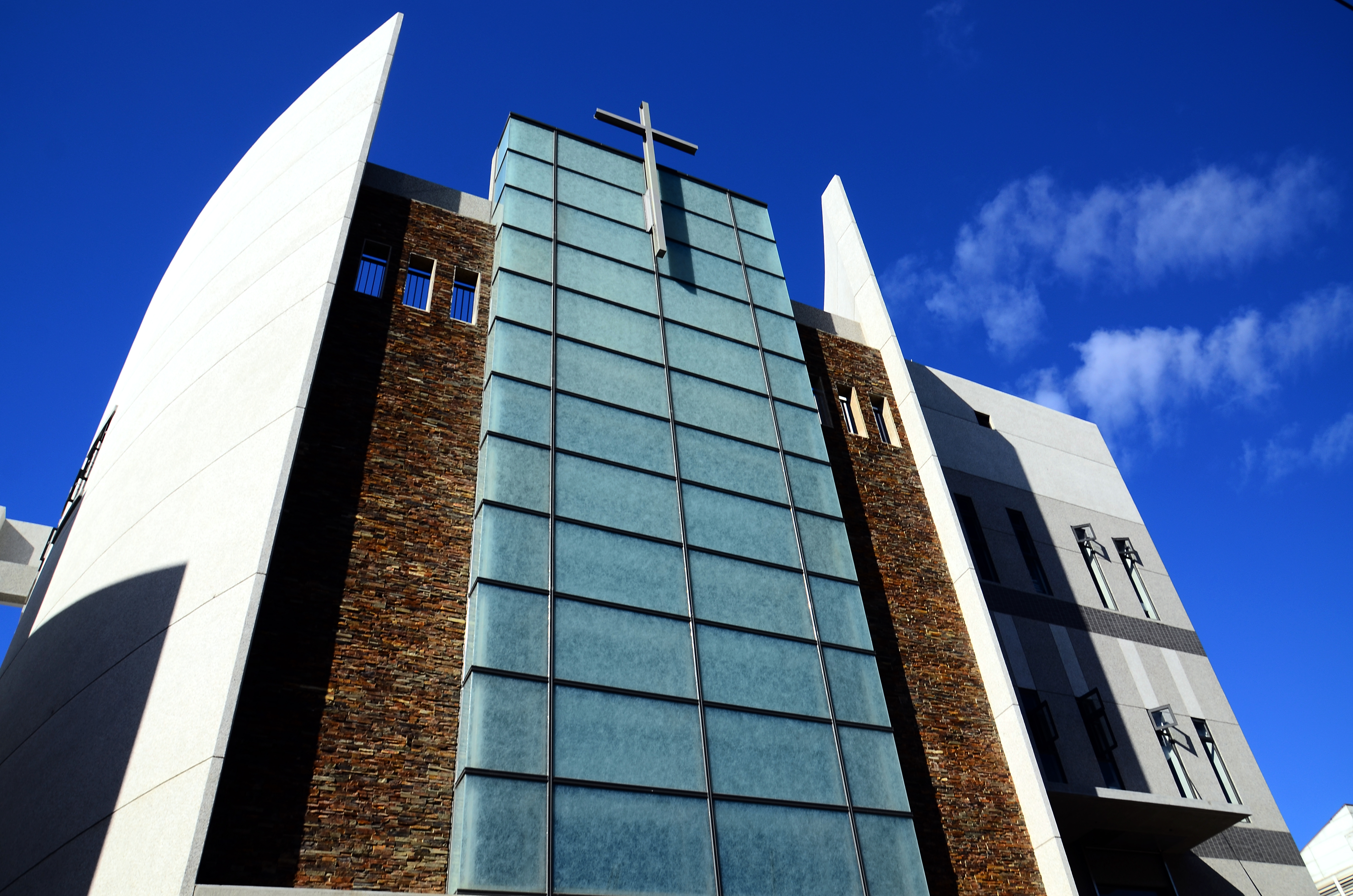
Église baptiste de Hualien Boai.

La Convention a ses origines dans une mission américaine du Conseil de mission internationale dirigée par un pasteur chinois en 1948. Elle est officiellement fondée en 1954 sous le nom de Convention baptiste de Taïwan . En 1972, elle prend son nom actuel. Selon un recensement de l’association, en 2023 elle dit avoir 252 églises et 24.019 membres.

## Écoles

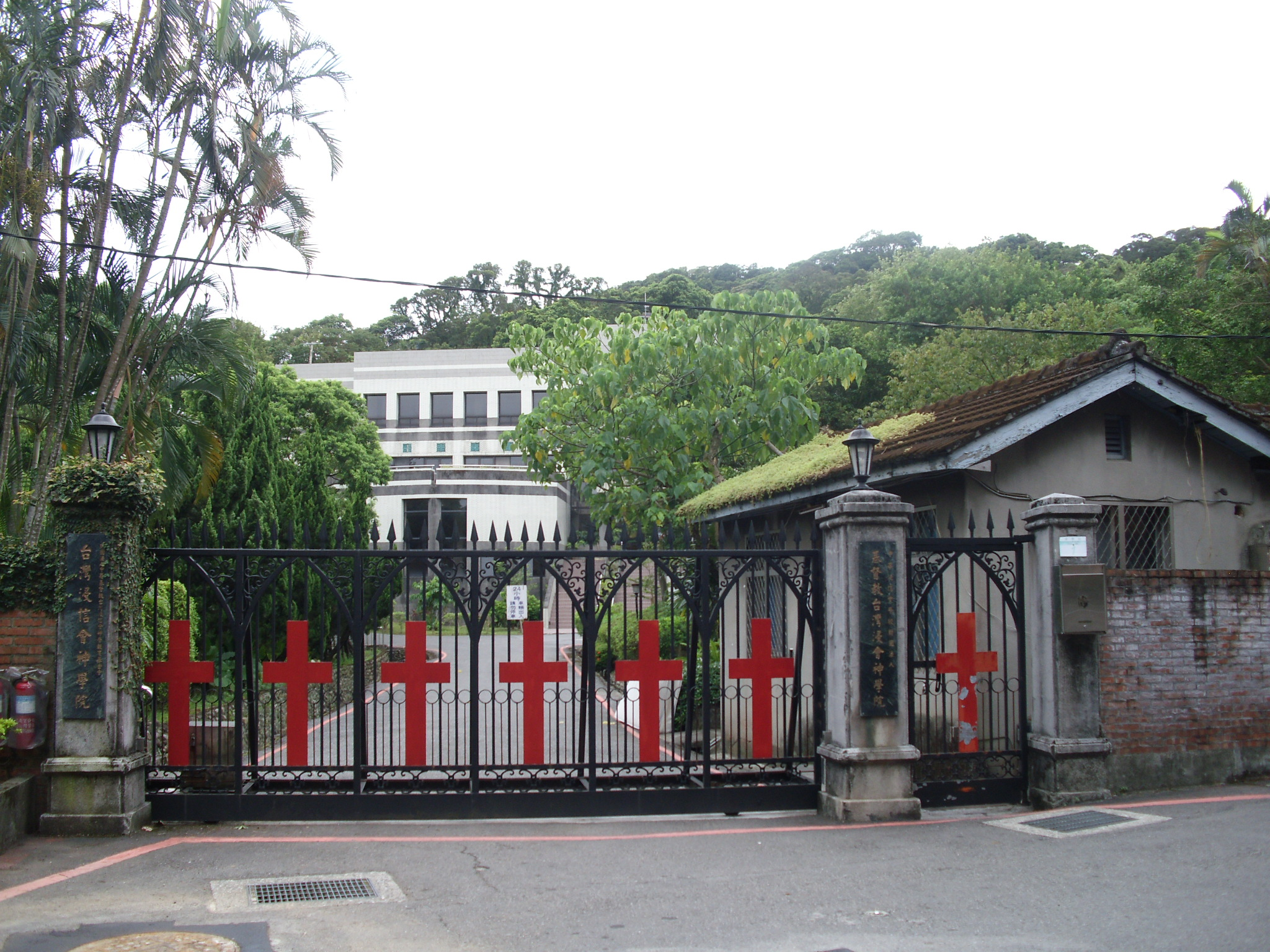
Séminaire théologique baptiste de Taïwan à Taipei.

Elle est partenaire du Séminaire théologique baptiste de Taïwan, fondé en 1952.